# I Turn to You
I Turn to You este o melodie de muzică pop scrisă de Diane Warren în anul 1996. Versiunea originală a fost cântată de trupa All-4-One pentru coloana sonoră a filmului creat de Warner Bros, Space Jam. Trei ani mai tarziu, Christina Aguilera a preluat melodia și a pus-o pe albumului ei de debut, Christina Aguilera (album). În anul 2000 Christina Aguilera a filmat un videoclip cu melodia I Turn to You. Single-ul a ocupat poziții foarte bune, având locul 3 în topul Billboard Hot 100 unde a staționat o lună. Melodia I Turn to You se mai afla si în albumul Christinei, Keeps Gettin' Better: A Decade of Hits, o compilatie de single-uri ale artistei.

## Remixuri si versiuni oficiale
- Album Version - 4:37
- Spanish Version - 4:03
- Radio Edit - 3:59
- Music Intro/Radio Edit - 4:04
- Suggested Call Out Hook - 0:14
- Eddie Arroyo Down Tempo Killer Mix - 4:20

## Tracklisting
- "I Turn to You" [US Single]

1. "I Turn to You" [Music Intro][Radio Edit] - 4:04
2. "Por Siempre Tú" - 4:03

- "I Turn To You" [US Single #2] 
  1. "I Turn To You [Radio Edit] - 3:53
  2. "I Turn To You [Radio Edit Music Intro] - 4:03
  3. "I Turn To You [Suggested Call Out Hook] - 0:14

- "I Turn to You" [UK Single]

1. "I Turn to You" [Radio Edit] - 3:59
2. "I Turn to You" [Music Intro][Radio Edit] - 4:04
3. "What a Girl Wants" [Thunderpuss Fiesta Edit] - 3:27
4. "What a Girl Wants" [Thunderpuss Dirty Radio Mix] - 3:16

- I Turn To You [US CD-Maxi Single]

1. "I Turn to You" [Radio Edit] - 3:53
2. "What a Girl Wants" [Eddie Arroyo down tempo killer mix] - 4:20
3. CD-Rom Video

- "I Turn to You" [Mexican single]

1. "I Turn to You" [Radio Edit] - 3:59
2. "I Turn to You" [Music Intro][Radio Edit] - 4:04
3. "Por Siempre Tú" - 4:03
4. "What a Girl Wants" [Thunderpuss Fiesta Edit] - 3:27
5. "What a Girl Wants" [Thunderpuss Dirty Radio Mix] - 3:16

- Remixes

1. "Thunderpuss" [2000 Radio Mix]
2. "Thunderpuss" [2000 Club Mix]

## Topuri
| Chart                                         | Peak position |
| --------------------------------------------- | ------------- |
| Australian ARIA Top 50 Singles                | 40            |
| Austrian Single Chart                         | 30            |
| Belgia Top 50 Singles                         | 30            |
| Canadian Top 100 Singles                      | 10            |
| Dutch Top 40 Singles                          | 40            |
| German Top 100 Singles                        | 65            |
| Irish Top 50 Singles                          | 17            |
| Mexican Top 100                               | 13            |
| New Zealand RIANZ Top 50 Singles              | 11            |
| Swedish Top 60 Singles                        | 47            |
| Swiss Top 100 Singles                         | 30            |
| U.K. Top 75 Singles                           | 19            |
| U.S. Billboard Hot 100                        | 3             |
| U.S. Billboard Adult Contemporary             | 5             |
| U.S. Billboard Hot Latin Tracks1              | 6             |
| U.S. Billboard Latin Pop Airplay1             | 2             |
| U.S. Billboard Latin Tropical/Salsa Airplay 1 | 16            |